# Камбернар
Камберна́р (фр. Cambernard, окс. Campbernat) — коммуна во Франции, находится в регионе Юг — Пиренеи. Департамент — Верхняя Гаронна. Входит в состав кантона Сен-Лис. Округ коммуны — Мюре.
Код INSEE коммуны — 31101.

## География

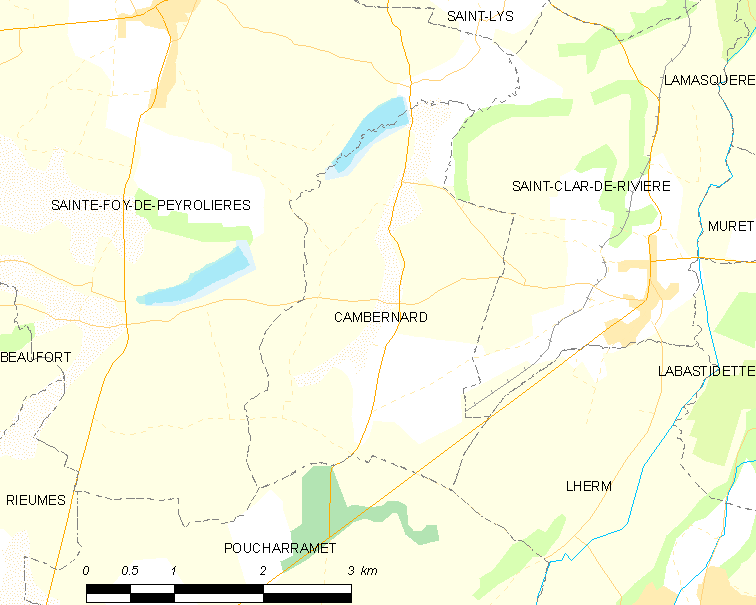
Карта коммуны

Коммуна расположена приблизительно в 610 км к югу от Парижа, в 26 км к юго-западу от Тулузы.

## Климат
Климат умеренно-океанический. Зима мягкая и снежная, весна характеризуется сильными дождями и грозами, лето сухое и жаркое, осень солнечная. Преобладают сильные юго-восточные и северо-западные ветры.

## Население
Население коммуны на 2010 год составляло 429 человек.
| 1962 | 1968 | 1975 | 1982 | 1990 | 1999 | 2010 |
| ---- | ---- | ---- | ---- | ---- | ---- | ---- |
| 145  | 145  | 176  | 248  | 308  | 340  | 429  |

## Администрация
| Период | Период | Фамилия          | Партия       | Примечания |
| ------ | ------ | ---------------- | ------------ | ---------- |
| ?      | 1977   | Жан Бастье       |              |            |
| 1977   | 1995   | Жан Перес        |              |            |
| 1995   | 2008   | Эме Гозанс       |              |            |
| 2008   | 2020   | Жан-Клод Боллати | беспартийный |            |

## Экономика
В 2010 году среди 304 человек трудоспособного возраста (15—64 лет) 223 были экономически активными, 81 — неактивными (показатель активности — 73,4 %, в 1999 году было 75,2 %). Из 223 активных жителей работали 211 человек (108 мужчин и 103 женщины), безработных было 12 (2 мужчин и 10 женщин). Среди 81 неактивных 33 человека были учениками или студентами, 26 — пенсионерами, 22 были неактивными по другим причинам.

## Достопримечательности
- Успенский собор (XVII век)
- Замок Перес
- Замок Югери